# مهرجان كان السينمائي 2007
مهرجان كان السينمائي لعام 2007 هو الدورة الـ60 للمهرجان عقد في 16 إلى 27 مايو من عام 2007، حصل فيلم «4 أشهر، 3 أسابيع ويومان» للمخرج الروماني كريستيان مونغيو على السعفة الذهبية.